# Arcadi Espada
Arcadi Espada Enériz, né en 1957 à Barcelone, est un essayiste et journaliste espagnol.

## Biographie
Arcadi Espada obtient une licence en Sciences de l'information à l'université autonome de Barcelone en 1981.
Depuis 1977, il écrit dans divers journaux : El Mundo, El Noticiero Universal, La Vanguardia, Diario de Barcelona, El País. Il participe aussi à des émissions de radio, notamment sur la chaîne Onda Cero.
Il a remporté le prix Francisco Cerecedo (2000), le prix Ciudad de Barcelona de Literatura avec son essai Contra Catalunya et le prix Espasa dans la catégorie essai en 2002 avec Diarios. Entre ses écrivains préférés figure Josep Pla auquel Arcadi Espada a consacré plusieurs textes.

### Critique envers le journalisme
Arcadi Espada critique l'écriture journalistique lorsqu'il y a contamination idéologique et trahison envers l'objectivité. Ses analyses lui ont valu les éloges de Rafael Sánchez Ferlosio.

### Activité politique
Dans sa jeunesse, il milite au PSUC. Arcadi Espada est un des intellectuels promoteurs, avec Francesc de Carreras, Albert Boadella, Félix Ovejero, Félix de Azúa ou Iván Tubau, de la plateforme civique Ciutadans de Catalunya, qui se transforma ensuite en parti politique Ciudadanos - Partido de la Ciudadanía (C's), dont Espada n'est pas militant.
En 2007, Espada soutient activement la création du parti de Rosa Díez, Unión Progreso y Democracia (UPyD).
En été 2014, il soutient la création du mouvement Libres e Iguales dont le manifeste est présenté à l'entrée du parlement espagnol à Madrid.
Il s'oppose au séparatisme catalan.

## Œuvres
- Ibiza (Novatex, 1987. En colaboración con Soledat Gomis);
- Contra Catalunya (Barcelona, Flor de Viento, 1997) Premio Ciudad de Barcelona de Literatura
- Dietario de posguerra (Barcelona, Anagrama, 1998) (Editor)
- Samaranch. El deporte del poder (Madrid, Espasa-Calpe, 1999)
- Raval: del amor a los niños (Barcelona, Anagrama, 2000). Premio Francisco Cerecedo de Periodismo
- Diarios (Madrid, Espasa-Calpe, 2002). Premio Espasa de Ensayo 2002
- Mens sana in corpore insepulto (Barcelona, Edicions 62, 2002), en catalán, escrito en colaboración con Jaume Boix, recoge sus conversaciones con el doctor Mariano de la Cruz (1921-1999) durante el último año y medio de su vida
- Les dues germanes. Mig segle del restaurant Hispània. Empúries, 2002/ Las dos hermanas. Medio siglo del restaurante Hispania. Salsa Books, 2008
- Quintacolumnismo (Madrid, Espasa-Calpe, 2003). Antología de los artículos que Arcadi Espada ha escrito sobre el nacionalismo
- Diarios 2004 (Madrid, Espasa-Calpe, 2005). Reúne las anotaciones realizadas en su blog durante 2004[3],[4],[5]
- Notas para una biografía de Josep Pla (Barcelona, Ediciones Omega, 2005). Analiza y ofrece luz sobre algunos pasajes de un diario poco conocido de Pla, escrito entre 1965 y 1968, y sólo publicado hasta ahora en catalán
- Informe sobre la decadencia de Cataluña reflejada en su estatuto (Madrid, Espasa-Calpe, 2006)
- Ebro/Orbe (Barcelona, Tentadero, 2007)[6]
- El terrorismo y sus etiquetas (Espasa, 2007)
- Periodismo práctico (Espasa, 2008)
- La cocina de las dos hermanas (Salsa Books, 2008)
- El fin de los periódicos (Duomo, 2009). (Editor, con Ernesto Hernández-Busto, y Prólogo)[7]
- Aly Herscovitz. Cenizas en la vida europea de Josep Pla (http://www.alyherscovitz.com) (Coautor)
- En nombre de Franco. Los héroes de la embajada de España en el Budapest nazi (Espasa, 2013)  (ISBN 9788467013801)
- Diarios de la peste (Funambulista, 2015)